# Lampornis
Lampornis là một chi chim trong họ Chim ruồi.

## Các loài
| Image | Common Name | Scientific name           | Distribution                                 |
| ----- | ----------- | ------------------------- | -------------------------------------------- |
|       |             | Lampornis clemenciae      | Mexico and the United States.                |
|       |             | Lampornis amethystinus    | El Salvador, Guatemala, Honduras, and Mexico |
|       |             | Lampornis viridipallens   | El Salvador, Guatemala, Honduras, and Mexico |
|       |             | Lampornis sybillae        | Honduras and Nicaragua                       |
|       |             | Lampornis calolaemus      | Costa Rica, Nicaragua, and Panama.           |
|       |             | Lampornis castaneoventris | Panama.                                      |
|       |             | Lampornis cinereicauda    | Costa Rica.                                  |
|       |             | Lampornis hemileucus      | Costa Rica and Panama.                       |